# Miribel-Lanchâtre
Miribel-Lanchâtre ist eine französische Gemeinde mit 450 Einwohnern (Stand: 1. Januar 2022) im Département Isère in der Region Auvergne-Rhône-Alpes (vor 2016 Rhône-Alpes). Sie gehört zum Arrondissement Grenoble und zum Kanton Matheysine-Trièves. 

## Geographie
Die Gemeinde Miribel-Lanchâtre liegt etwa 24 Kilometer südsüdwestlich von Grenoble auf einer Hochebene zwischen dem Vercors-Massiv im Westen und dem Drac-Tal im Osten. Der Fluss Gresse begrenzt die Gemeinde im Osten. Umgeben wird Miribel-Lanchâtre von den Nachbargemeinden Le Gua im Norden, Saint-Martin-de-la-Cluze im Osten, Sinard im Südosten, Saint-Paul-lès-Monestier im Süden, Saint-Guillaume im Süden und Südwesten sowie Château-Bernard im Westen. Der höchste Punkt im Gemeindegebiet ist der 1458 m hohe Gipfel der Crête de la Ferrière.

## Bevölkerungsentwicklung
| Jahr                       | 1962 | 1968 | 1975 | 1982 | 1990 | 1999 | 2006 | 2013 | 2021 |
| -------------------------- | ---- | ---- | ---- | ---- | ---- | ---- | ---- | ---- | ---- |
| Einwohner                  | 85   | 72   | 75   | 193  | 217  | 251  | 323  | 389  | 450  |
| Quellen: Cassini und INSEE |      |      |      |      |      |      |      |      |      |

## Sehenswürdigkeiten
- Kirche Sainte-Marguerite in Lanchâtre
- Burgruine von Miribel

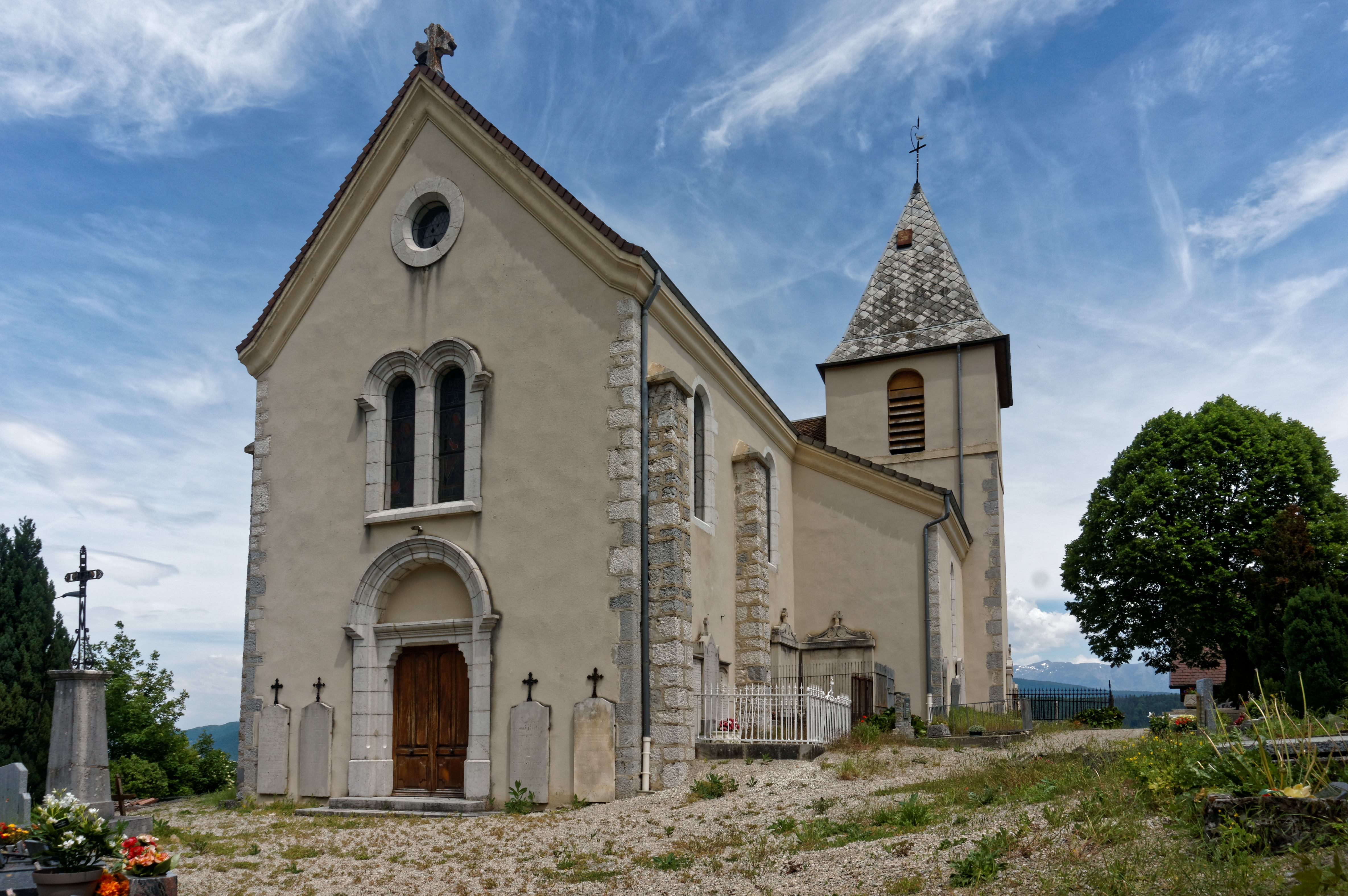
Kirche Sainte-Marguerite
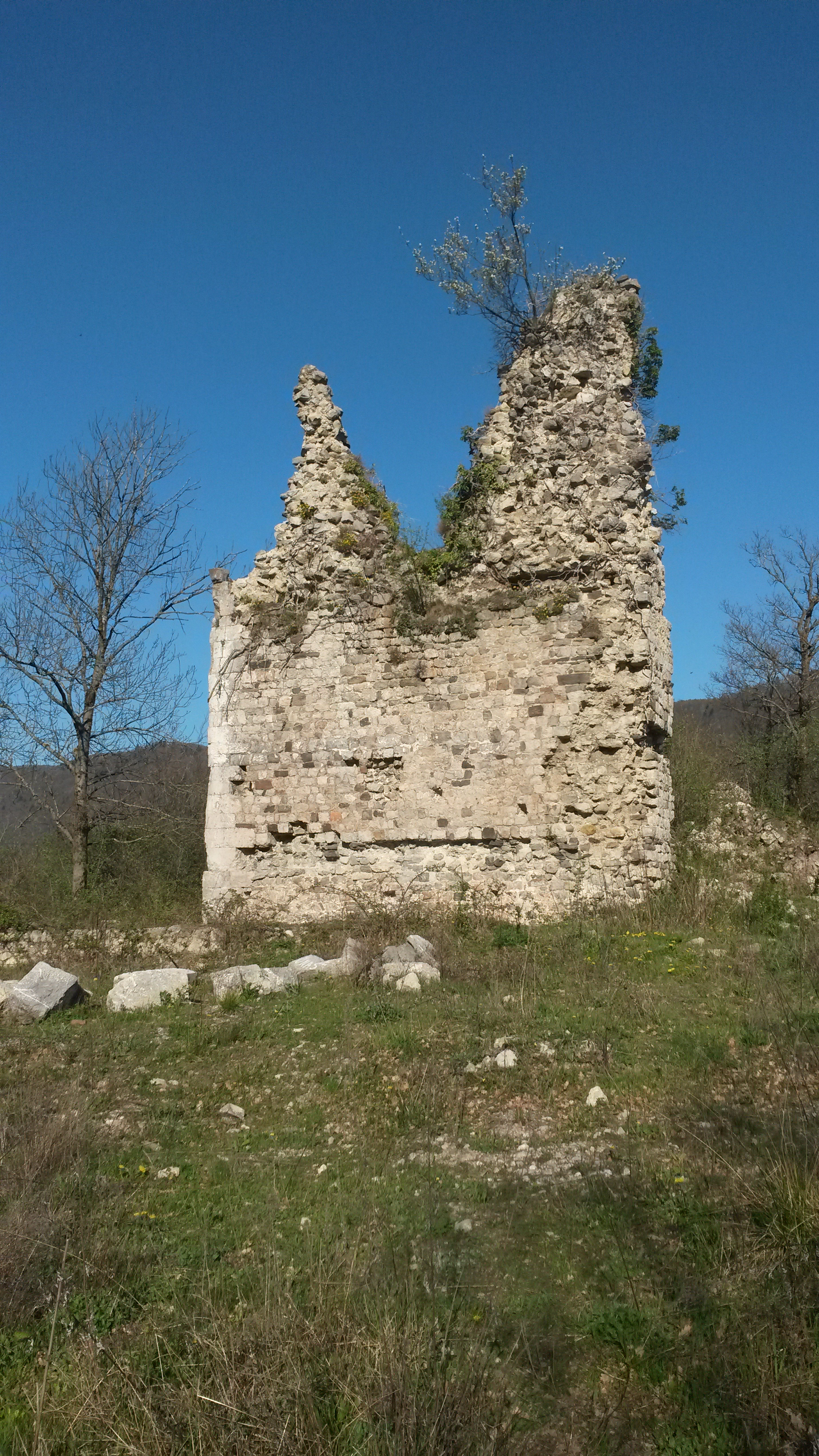
Burgruine
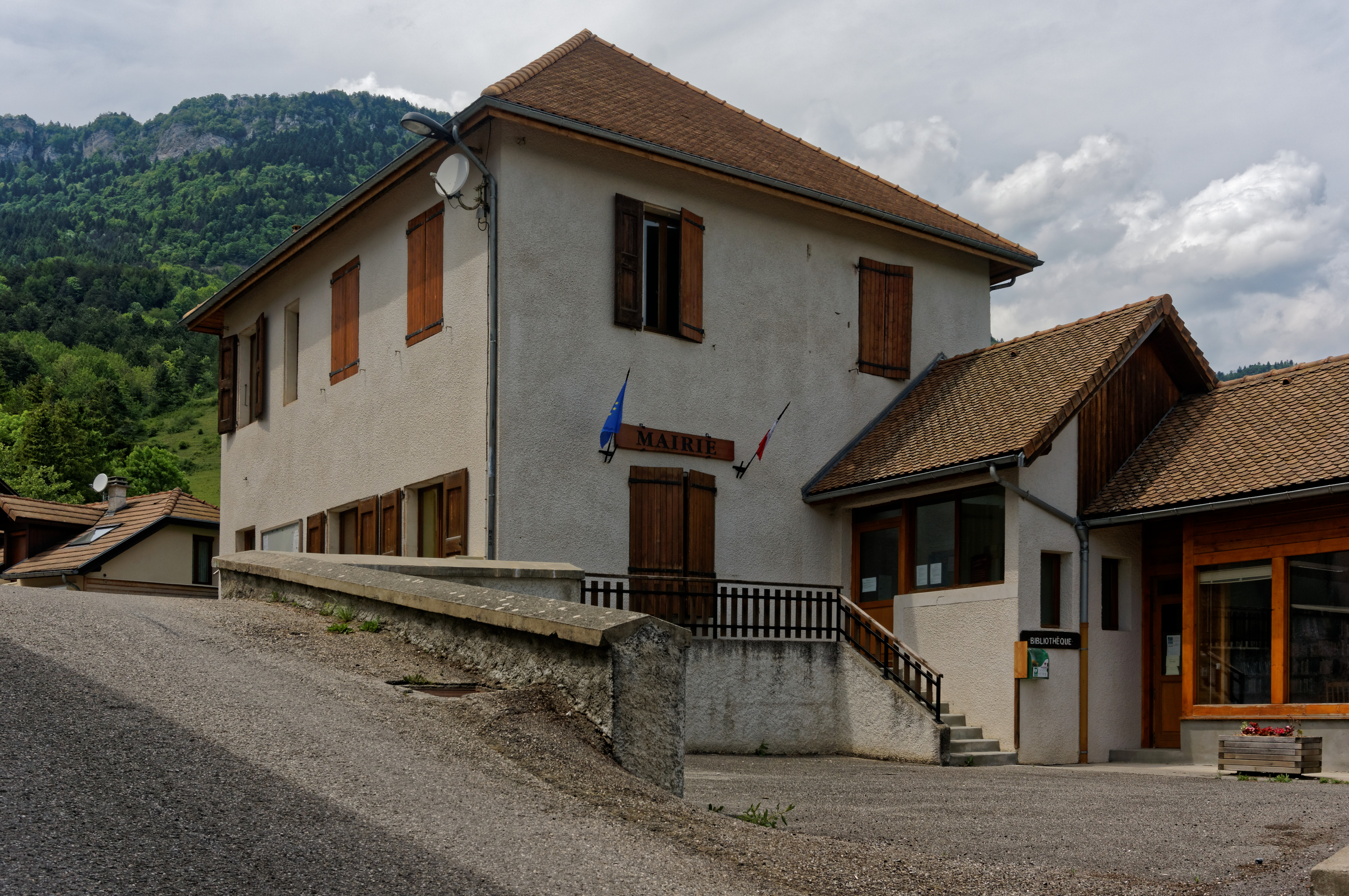
Rathaus (mairie)
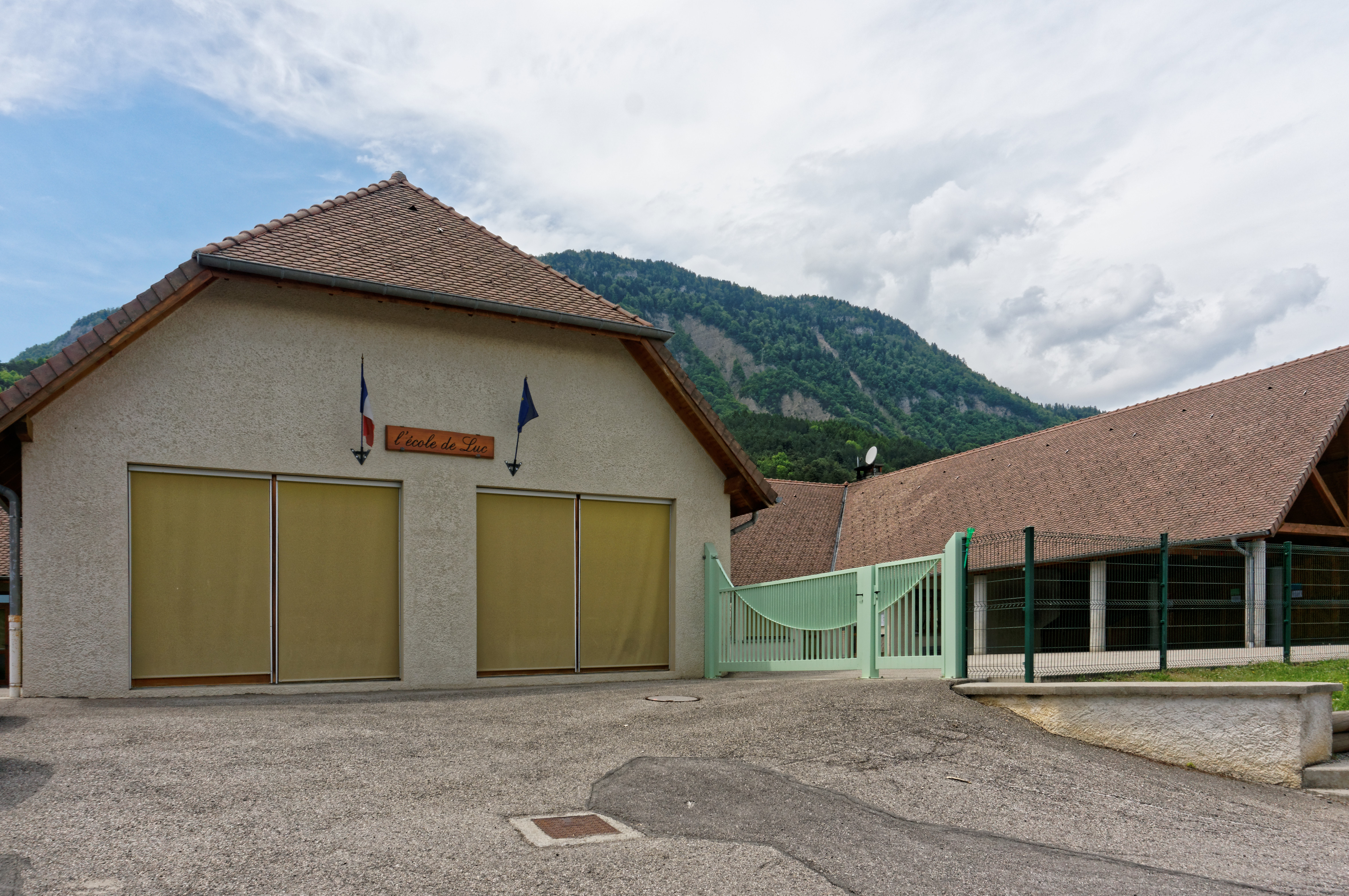
Schule
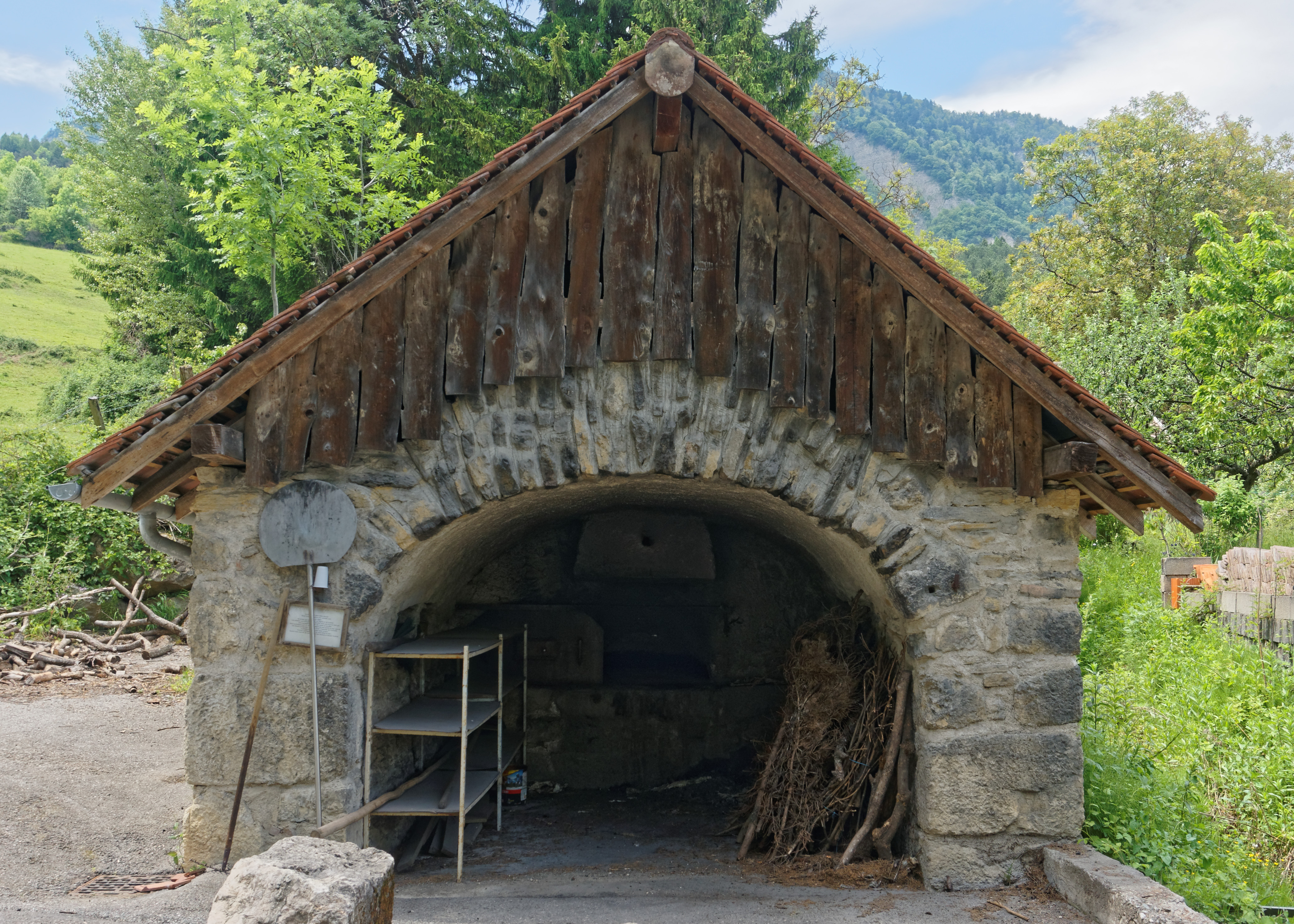
Öffentlicher Brotbackofen
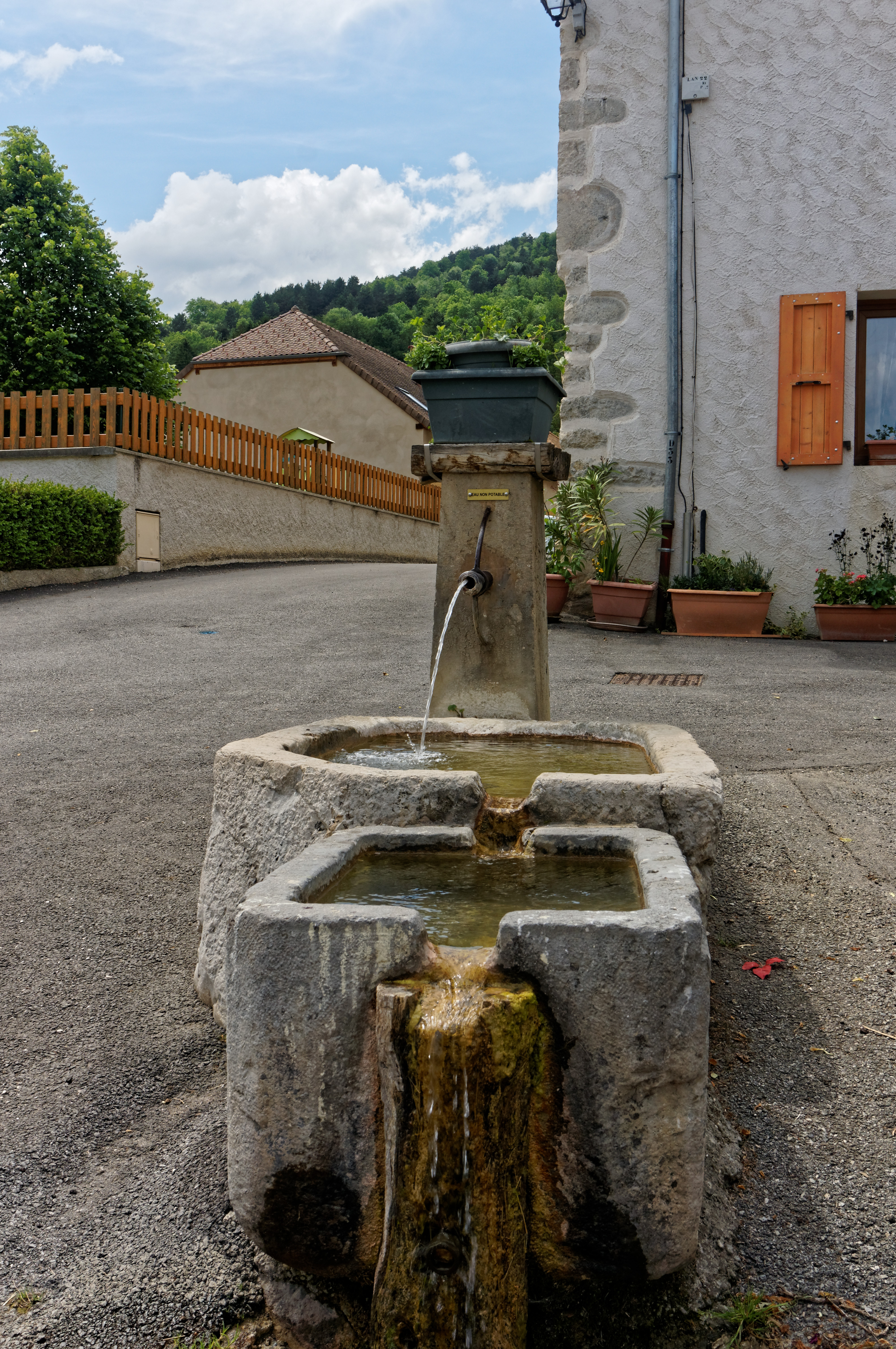
Brunnen und Viehtränke